# Willy Burkhard
Willy Burkhard (født 17. april 1900 i Bern, død 18. juni 1955 i Zürich, Schweiz) var en schweizisk komponist.
Han har komponeret orkestermusik, 3 symfonier, koncertmusik, kammermusik og vokalmusik. Burkhard hører til en af de ledende schweiziske komponister.

## Udvalgte værker
- Symfoni nr. 1 (1926-1928) - for orkester
- Symfoni nr. 2 (1944) (i en sats) - for orkester
- Symfoni nr. 3 "Lille Symfoni Giocosa" (1949) - for kammerorkester
- 2 Violinkoncerter (1925, 1943) - for violin og orkester
- Koncert (1939) - for orkester
- 2 strygekvartetter (1929, 1943)
- 7 sange (1924-1925) - sang
- 4 nattesange (1924) - sang